# Agência O Globo
A Agência O Globo é a agência de notícias do Grupo Globo e também responsável pelo licenciamento do conteúdo dos veículos O Globo e Jornal Extra, além dos impressos da Editora Globo e os portais g1 e Globo.com. Fundada em 06 de junho de 1974.

## Prêmios
- Orlando Brito, World Press Photo 79'[2]
- Marcos Tristão, Imprensa Embratel 2010[3]
- Sérgio Marques, Prêmio AMB de Jornalismo 2012[4]
- Domingos Peixoto, Prêmio Internacional de Jornalismo Rei de Espanha 2015[5][6]
- Márcia Foletto, Prêmio Internacional de Jornalismo Rei de Espanha 2016 [7]
- Marcos Alves, Arforc-SP[8]
- Domingos Peixoto, Prêmio ExxonMobil de Jornalismo 2015 [9]
- Marcelo Carnaval, Prêmio ExxonMobil de Jornalismo 2006 [10]
- Marcelo Carnaval. Prêmio Internacional de Jornalismo Rei de Espanha 2007[11]

## Projetos, Exposições e Fotolivros
- Mulheres: Um século de transformações [12]

Em parceria com a ONU Mulheres, a Agência O Globo lançou a exposição com evento de debates "Mulheres: Um Século de Transformações[ligação inativa]"  e depois se desdobrou em um livro que traz a questão do empoderamento feminino.
- Exposição aeroporto Santos Dumont - 80 anos

A Agência O Globo promoveu no final de 2016 a exposição que conta a história de 80 anos do Aeroporto Santos Dumont através de fotografias em linha de tempo, desde a construção até os aspectos atuais do aeroporto. A exposição contou com a pesquisa e edição fotográfica de Lucas Tavares. 
- Exposição: Verão - Quando o Rio é mais carioca

Com curadoria de Flávia Campuzano e composta por 65 fotos do verão no Rio desde a década de 1950, a exposição abordou a relação dos cariocas com a estação a partir das lentes de fotógrafos do Agência O Globo. As altas temperaturas nos anos 50 e 60, o Píer de Ipanema e as dunas do barato nos anos 70, os esportes e a moda nos anos 80 e a orla como uma academia a céu aberto a partir dos 90 são alguns dos temas retratados. A exposição foi realizada no Centro Cultural Justiça Federal.
- Exposição 90 anos de fotojornalismo do jornal O Globo

Em setembro de 2015, por ocasião dos 90 anos do jornal O Globo, foi realizada no Museu de Arte do Rio, a exposição que mostra a atuação do diário carioca ao longo de sua história.
- Exposição: World Press Photo

Desde 2008, a Agência O Globo apoia a exposição World Press Photo no Brasil, considerado prêmio referência no fotojornalismo mundial. No ano de 2017 a exposição acontece na Caixa Cultural do Rio de Janeiro.
- Fotolivro: Torcer Pelo Flamengo

"Torcer pelo Flamengo" é um fotolivro lançado pela Agência O Globo em parceria com o Flamengo focado em registros da torcida onde os torcedores podem inserir suas fotos tiradas nos estádios. 